# Ap Chau
Ap Chau is een Hongkongs eiland in het noorden van de Hongkongse New Territories in de Kat O Hoi. Het eiland ligt ten westen van Kat O. Vroeger woonden er zo'n duizend Tanka's. Tegenwoordig wonen ze in het buitenland, grotendeels in de Britse plaatsen Newcastle upon Tyne, Leicester, Sunderland en Edinburgh. Door een ondergrondse pijpleiding van het Chinese vasteland is er zoet water verkrijgbaar op het eiland

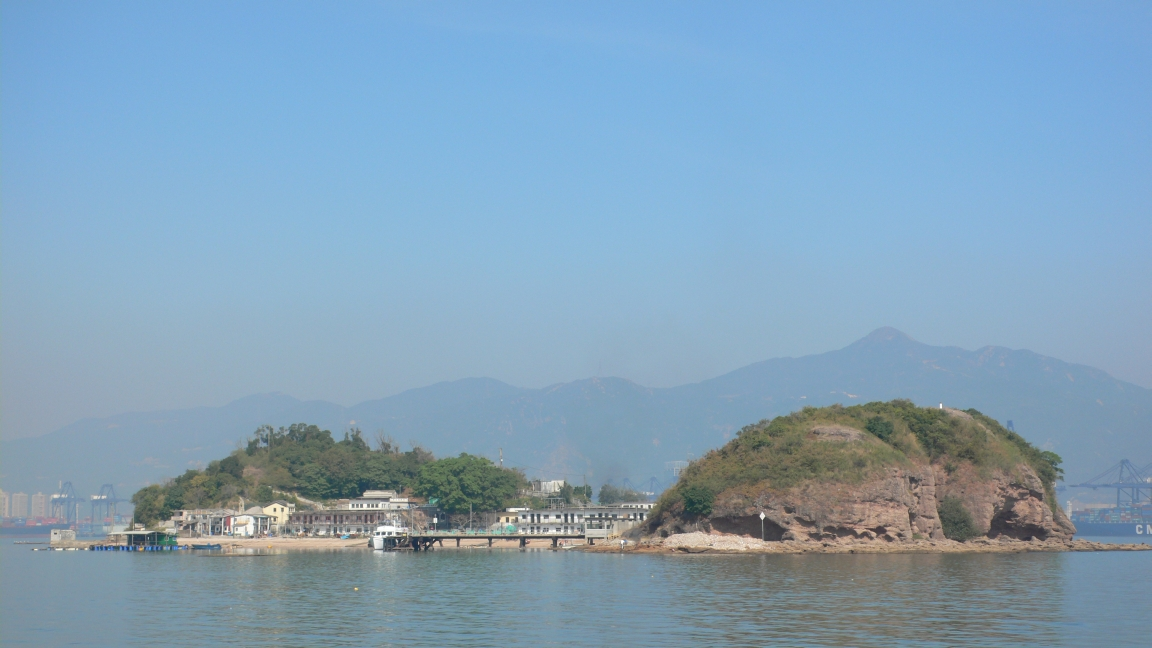
Ap Chau
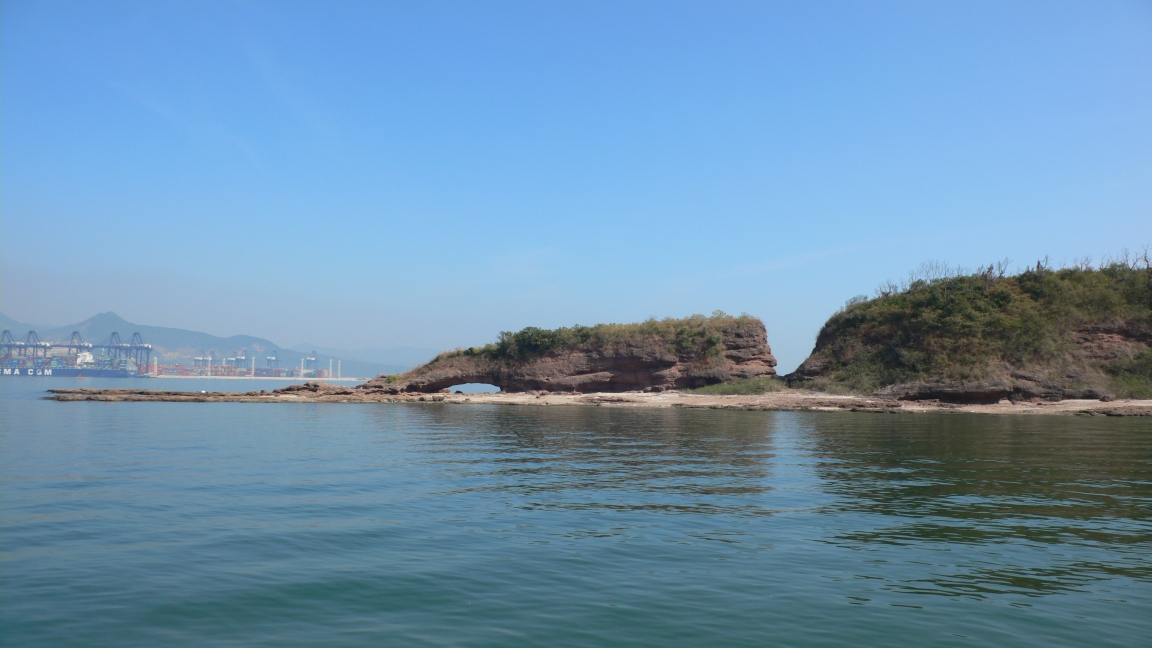
Ap Chau